# Mohamed Bertrand-Duval
Pour plus de détails, voir Fiche technique et Distribution.
Mohamed Bertrand-Duval est un film français réalisé par Alex Métayer et sorti en 1991.

## Synopsis
Maurice Bertrand-Duval, PDG de 50 ans victime d'une dépression, a quitté sa famille : à la suite d'une panne de son luxueux camping-car immatriculé à Paris, il se trouve dans l'impossibilité de poursuivre son errance. Dans le camp proche de l'étang de Berre qui abrite des gitans, des ouvriers arabes et leurs familles, cette présence suscite la curiosité et la méfiance.

## Fiche technique
- Titre : Mohamed Bertrand-Duval
- Réalisation : Alex Métayer
- Scénario : Alex Métayer, avec la collaboration de Jean Pourtalé et Patrick Braoudé
- Photographie : Alain Choquart
- Costumes : Monique Perrot
- Décors : Michel Lagrange
- Son : Jean-Michel Chauvet et Jean-Paul Loublier
- Montage : Roland Baubeau
- Musique : Babik Reinhardt
- Production : Xandro Films
- Pays d'origine :  France
- Langue : français
- Durée : 90 minutes
- Date de sortie :
  - France : 25 octobre 1991

## Distribution
- Alex Métayer : Maurice
- Moussa Maaskri : Gino
- Anne Langlois : Gina
- Nettie : Fatima
- Didier Pain : le vieux GO
- Marie-Christine Adam
- Edmonde Franchi :
- Chafia Boudraa
- Éric Métayer